# Нафиков, Сабирзян Ахметзянович
Сабирзян Ахметзянович Нафиков (14 февраля 1931 — 24 сентября 2011) — советский и российский тренер по лыжным гонкам. Мастер спорта СССР (1967) по лыжным гонкам. Государственный тренер высшей категории СССР по лыжным гонкам. Заслуженный работник физической культуры республики Татарстан (1992), Заслуженный тренер Республики Татарстан (1997). Внештатный корреспондент газеты «Социалистик Татарстан».

## Биография
Сабирзян Ахметзянович Нафиков родился 14 февраля 1931 г. в деревне Адав-Тулумбаево Буинского района Татарской АССР. По национальности татарин. Образование — высшее педагогическое.
Трудовую деятельности начал в 1941 г. трактористом колхоза «Коминтерн» Буинского района. Участвовал в соревнованиях по лёгкой атлетике и лыжным гонкам.
- В 1946 поступил в Буинский ветеринарный техникум;
- В 1949 году закончил его и был направлен помощником главного ветеринарного врача в Сабинский район ТАССР;
- В 1950 году поступил в Казанский государственный педагогический институт (КГПИ) на кафедру лыжного спорта и гимнастики;
- В 1954 году заканчивает Казанский государственный педагогический институт (КГПИ) и направляется преподавателем физического воспитания в школу г. Арск;
- В 1954—1956 годы служба в рядах вооруженных сил СССР, где ему было присвоено звание младший лейтенант запаса;
- В 1956 году работал тренером в ДСО «Локомотив» на станции Юдино;
- В 1957—1965 годы Казанский государственный университет преподаватель на кафедре физического воспитания и спорта;
- В 1965—1974 годы Казанский инженерно-строительный институт (КИСИ) старший преподаватель кафедры физического воспитания и спорта;
- !974 — 1977 годы директор ДЮСШ КГПИ;
- 1977—1982 годы государственный тренер СССР по лыжным гонкам Центрального Совета при Татарском Облсовете ДСО «Буревестник»;
- 1982—1987 годы Казанский государственный университет (КГУ) старший преподаватель кафедры физического воспитания и спорта;
- 1987—1996 годы годы Казанский инженерно-строительный институт (КИСИ) старший преподаватель кафедры физического воспитания и спорта.

Завещал похоронить его в родной деревне Адав-Тулумбаево, где и был похоронен 24 сентября 2011 года.

## Воспитанники
За годы своей тренерской работы Нафиков подготовил много мастеров спорта СССР, наиболее высоких результатов среди которых добились:
- Елизавета Тихомирова — Почетный Мастер спорта, член сборной команды РСФСР, призер чемпионата СССР (1961).
- Нина Санукова — Мастер спорта международного класса СССР, чемпионка Универсиады (1964) член сборной команды СССР.
- Залия Шайхисламова — Мастер спорта международного класса СССР, чемпионка Универсиады (1978)
- Бакиев Розалин — Мастер спорта международного класса СССР, член сборной команды СССР 1976—1982 годы, чемпион и призер первенств РСФСР и СССР, чемпион этапов кубка мира.
- Ания Галимуллина — Мастер спорта СССР, Заслуженный Мастер спорта РТ, чемпионка СССР (1988), 26-кратная чемпионка России среди ветеранов и 13-кратная чемпионка мира среди ветеранов.

## Награды и звания
- Мастер спорта СССР (1967) по лыжным гонкам;
- Государственный тренер высшей категории СССР (1977—1982) по лыжным гонкам;
- Заслуженный работник физической культуры республики Татарстан (1992);
- Заслуженный тренер Республики Татарстан (1997);
- Медаль «50 лет победы в Великой отечественной войне» (1995).

## Память
- В музее спорта Республики Татарстан в г. Казань, Нафикову С.А. посвящён отдельный стенд с его личными вещами.
- В музее истории Казанского государственного архитектурно-строительного университета (КГАСУ) существует страница, посвящённая Нафикову С.А.[2]
- В 2019 году современной лыжной базе г. Буинск было присвоено имя Сабирзяна Ахметзяновича Нафикова.
- С 2012 года проводятся ежегодные соревнования, посвященные памяти Нафикова С.А.